# Райна Вангелова
Райна Вангелова (на английски: Raina Vangeloff) е българска общественичка, деятелка на Македонската патриотична организация.

## Биография
Райна Вангелова е родена в град Костур, тогава в Османската империя, днес в Гърция. Баща ѝ Дамян е виден деец на Костурската българска община и в дома си помещава български пансион за две години, заради което е отровен от гърците през 1903 година. При нападение на къщата им от местни гърци през 1907 година са убити братът и сестрата на Райна Вангелова, а майка ѝ убива един от нападателите и умира по-късно от получени рани. Райна се жени за Коста Вангелов (? - 1932) от Кономлади, през 1923 година емигрират в САЩ, а през 1927 година се установяват в Детройт. Двамата са активни членове на МПО „Татковина“.